# Gastspieltheater Zürich
Das Gastspieltheater Zürich war ein Märchentheater für Kinder in Rümlang.

## Geschichte
Das Theater wurde im Jahre 1977 von Fredy Kunz und Monika Wild gegründet und brachte bis zum Jahre 2012 Dialektstücke für Erwachsene und Märchenspiele für Kinder auf Bühnen der Deutschschweiz und an große Häuser wie etwa das Opernhaus Zürich. Die erste Produktion war im Gründungsjahr des Theaters das Märchen „Schneewissli und Roserot“ im Gemeindehaus der Kirchengemeinde Baumacher in Zürich Oerlikon.
In den ersten zehn Jahren wurden jährlich drei bis vier Stücke inszeniert und bis zu 150 Aufführungen in der ganzen Schweiz gespielt. Die Aufführungen fanden auch für Kranke und Betagte in Spitälern und Heimen statt, worauf nach zehn Jahren aus Kostengründen verzichtet werden musste.
Im Jahre 1986 inszenierte Fredy Kunz mit dem Gastspieltheater Zürich die Uraufführung von Emil Mosers Aladin und die Wunderlampe am Opernhaus Zürich.
1991 erhielt das Theater seine Heimbühne in Rümlang mit Platz für Fundus, Werkstatt und Garderobe. Die Bühne war 10 Meter breit, 6 Meter tief, 3,96 Meter hoch und verfügte über eine Vorbühne und eine, Nebenbühne. Der Zuschauerraum hatte 156 Plätze, die Bistrobestuhlung umfasste 100 Plätze.
Das Theater wurde im Rahmen einer kulturellen Partnerschaft durch die Zürcher Kantonalbank subventioniert und erhielt im Jahre 1989 den jährlich zu vergebenden Anerkennungspreis von 50'000 Schweizer Franken der Stiftung für Abendländische Ethik und Kultur.
Durch den Bau eines Einkaufszentrums musste der bisherige Standort des Theaters geräumt werden und die Betreiber fanden in Andrew Bond einen Nachfolger, der bereit war, den Betrieb an einem anderen Standort weiterzuführen. Die Geschäftsübergabe erfolgte im Jahr 2012. Seither wird das Theater als Aktiengesellschaft unter der Bezeichnung MärliMusicalTheater AG am Standort Wädenswil geführt.

## Diskografie
- 1982: Em Kaiser sini neue Chleider
- 1984: De Zauberer vo Oz
- 1991: d Mondfee
- 1992: König Drosselbart
- 1993: De Zauberer vo Oz
- 1994: Aladin und die Wunderlampe
- 1995: Mürsch

... de Salzprinz
... s blaue Licht
- 2004: De Säulihirt
- 2005: De Meisterdieb
- 2006: Waldelina
- 2007: De Chli Muck
- 2009: D Prinzässin Uf De Erbse
- 2010: König Drosselbart
- 2011: Di Gschiid Puure Tochter